# Christelijke Gereformeerde Gemeenten

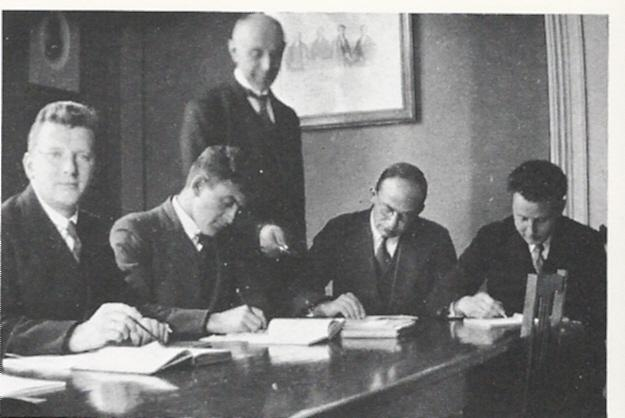
Studenten J.G. van Minnen, H. Visser, W. Ruiter en E. du Marchie van Voorthuijsen. Daarachter Prof. J.J. van der Schuit

Ontstaan van de verschillende stromingen in Nederland

De Christelijke Gereformeerde Gemeenten (CGG) vormden een klein Nederlands kerkverband dat ontstond in 1947 door een afsplitsing van de Christelijke Gereformeerde Kerken (CGK). In dat jaar werd de predikant Hendrik Visser Mzn. geschorst ten gevolg van een leergeschil. Visser zou scheiding maken tussen een Goddelijk geloof der wet en een zaligmakend geloof van het evangelie. Het 'Goddelijk geloof der wet' werd volgens Visser beschreven in de zondagen 2 t/m 6 van de Heidelbergse Catechismus. Het 'zaligmakend geloof van het evangelie' begon volgens hem bij zondag 7. Ook klonk het verwijt "allegoriseren", een wijze van uitleg van de Bijbel, waarbij de letterlijke of historische betekenis van de tekst of onderdelen daarvan worden vergeestelijkt, los van de context. Omdat de predikant bereid bleek zijn opvattingen, ten aanzien van het 'tweeërlei geloof', te herroepen werd zijn schorsing ongedaan gemaakt. Kort daarop scheidde Visser zich alsnog af met een krappe meerderheid van zijn gemeente in Rotterdam-Zuid .
Anders lag het met de tweede ontstane kerkformatie, namelijk de Christelijke Gereformeerde Gemeenten in Nederland (CGGIN). Het ontstaan van dit kerkverband lag samen met de persoon Jacob Gerardus van Minnen. Deze predikant had moeite met de vernieuwingsbeweging binnen de CGK begin jaren 50 en wilde de oude lijn voortzetten. Op zondag 27 juli 1952 deelde hij vanaf de kansel in zijn gemeente in Huizen mee, het kerkverband te zullen verlaten.    

## Christelijke Gereformeerde Gemeenten
Hendrik Visser (Strijen, 23 januari 1911 - Breda, 13 januari 1970) diende de CGK-gemeenten Bunschoten (1937), Middelharnis (1940) en Rotterdam-Zuid (1946). In laatst genoemde gemeente rezen bezwaren tegen zijn prediking. "De genoemde scheiding, die gemaakt wordt tussen Wet en Evangelie, tussen het Goddelijk geloof der Wet gewerkt door den Geest Gods en het zaligmakend geloof des Evangelies gewerkt door de Geest van Christus, is in onze kerkelijke pers sterk bestreden. Ds. L.S. den Boer, ds. J.G. van Minnen, ds. W. Kremer e.a. signaleerden dit kwaad in hun kerkbodes. Prof. L.H. v. d. Meiden gaf keurige voorlichting in ons Jeugdblad. Deze scheiding van Wet en Evangelie, zoals zij in prediking en geschriften van den laatsten tijd opgeld trachtte te doen, is één doorlopende miskenning van des Heeren heilsopenbaring ons in de Schrift gegeven." (De Wekker, 30 mei 1947) 
Na een schorsing op 28 mei 1947 onttrok Visser zich aan het kerkverband. In de opeenvolgende jaren daarna nam de predikant een ambivalente houding aan ten aanzien van zijn gevoelen en ondernam pogingen tot het kerkverband als predikant terug te keren. In 1960 werd de kwestie opnieuw ter sprake gebracht. "Het is niet naar de Schrift noch naar de belijdenis om het stuk der ellende van onze Heidelbergse Catechismus tot het niet-zaligmakend werk van de Heilige Geest te rekenen. Het is niet alleen maar een noodzakelijke voorbereiding, maar een wezenlijk deel van zijn bekering als de verloren zoon uit de gelijkenis tot zichzelf komt: de engelen in de hemel verheugen zich als een tollenaar van verre staande schuldverslagen leert bidden: wees mij zondaar genadig." (De Wekker, 18 november 1960). De Apeldoornse hoogleraar L.H. van der Meiden publiceerde in verband met de gebeurtenissen een tweetal brochures: Allegorische prediking (1946) en Wat is bevinding? (1951).

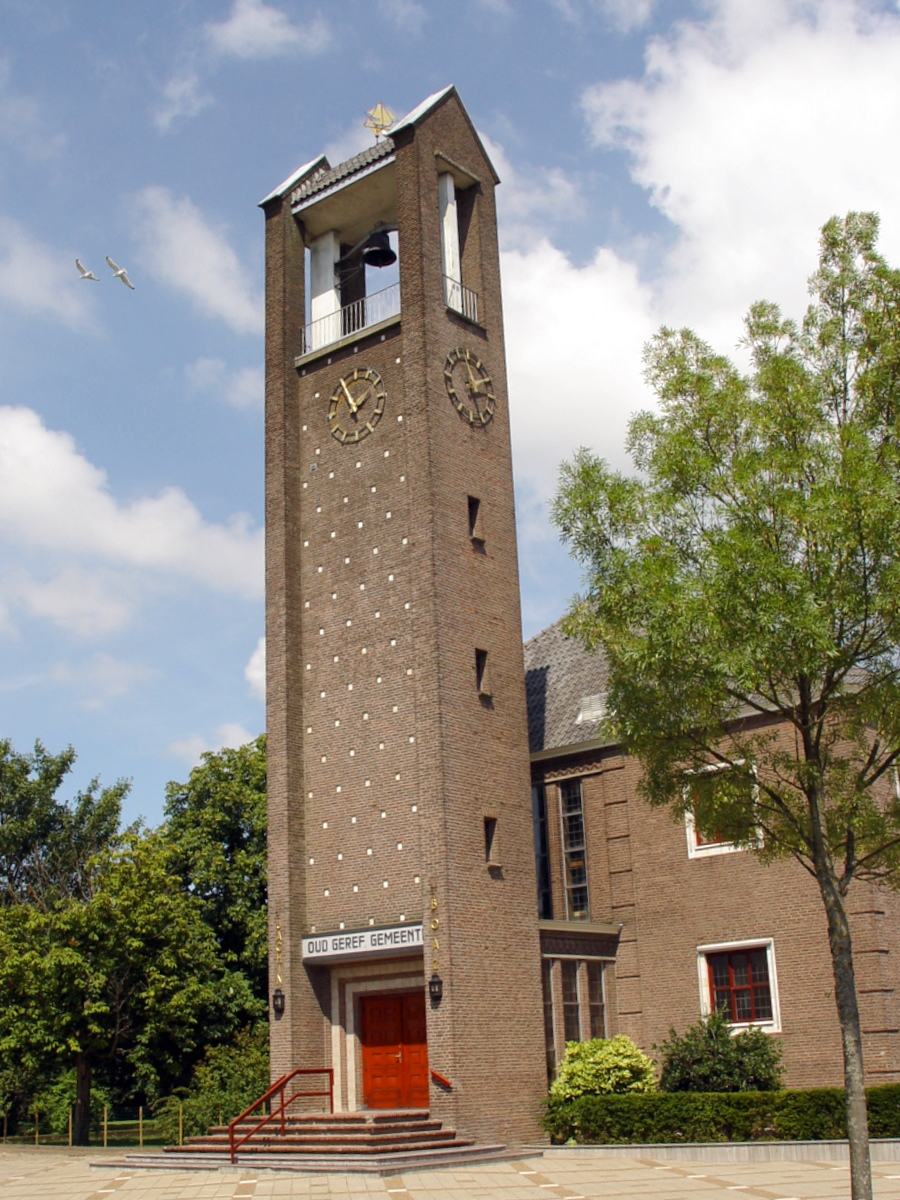
(Christelijke [nu Oud] Gereformeerde Gemeente) te Urk

Bij het kerkverband rondom Visser sloten zich verschillende vrije gemeenten aan zoals in Schiedam (1950), Werkendam (1950) en Gouderak (1953). Hij leidde ook enkele personen op tot predikant waaronder M.J. Middelkoop (1911-1990) en H. van Kooten (1897-1974).
In 1960 trad de CGK-gemeente van Urk toe tot het kerkverband, onder voorwaarde dat er een vereniging zou komen met de gemeenten rondom ds. Van Minnen. Op Urk bestond de hoop dat er meer bezwaarde predikanten en gemeenten tot het kerkverband zouden overkomen. Nadat Visser opnieuw zijn opvattingen herroepen had en er afspraken gemaakt waren over de kerkorde, en de herbevestiging van G. Salomons als wettig was erkend, vond er op 13 mei 1961 een vereniging plaats tussen beide groeperingen. 
Op 28 september 1961 maakte Van Minnen en diens gemeenten in Delft, Drachten en Hoofddorp met uitzondering van Vlaardingen, de vereniging met Visser ongedaan. De kerkenraad van Urk stak de teleurstelling over het vertrek van Van Minnen en de drie gemeenten niet onder stoelen of banken. 
In 1967 viel het kerkverband rondom Visser uiteen. De laatste classisvergadering vond plaats in het najaar van 1967. Aanleiding was dat Visser zijn ambt als predikant neerlegde en terugkeerde als lidmaat tot de CGK. Zijn gemeenten volgden zijn voorbeeld niet, maar sloten zich aan bij de Oud Gereformeerde Gemeenten in Nederland (Urk, Gouderak, Werkendam, Vlaardingen) of de Gereformeerde Gemeenten (Rotterdam-Zuid). Dat laatste deed ook ds. Van Kooten.
Op Urk zette een deel van de gemeente zich voort als Vrije Gereformeerde Gemeente.

## Christelijke Gereformeerde Gemeenten in Nederland

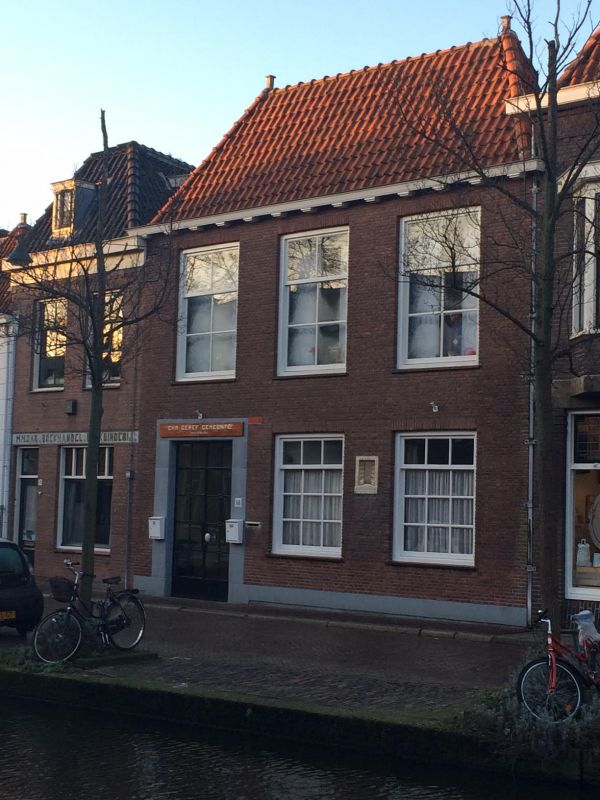
Christelijke Gereformeerde Gemeente in Nederland Delft

Jacob Gerardus Van Minnen (Vlaardingen, 8 mei 1900 - Delft, 6 januari 1971) groeide op binnen de Gereformeerde Gemeenten, maar koos in de discussie eind jaren twintig tussen de predikanten G. H. Kersten en J. Jongeleen de zienswijze van de christelijk-gereformeerden. De basis voor zijn opvattingen zou gelegd zijn door A. de Blois (1887-1971), destijds predikant van de Gereformeerde Gemeente van Vlaardingen. Kerkhistoricus Marinus Golverdingen (1941-2019) benoemde het feit dat diens docent W. den Hengst een boekje van R. van Mazijk tot driemaal toe in De Saambinder had aanbevolen, dat in 1922 verscheen als reactie op de leer van de veronderstelde wedergeboorte in de Gereformeerde Kerken. Dit boekje maakte onderscheid tussen een 1. Ultra-Gereformeerde beschouwing (redeneerde eenzijdig vanuit de uitverkiezing en zij verwarren het genadeverbond met het verlossingsverbond), 2. de Neocalvinistische beschouwing (vereenzelvigden beiden verbonden, en stellen het verbond met Abraham onder beheersing van de uitverkiezing). 3. De Schriftuurlijke beschouwing (volgens het boekje in onze geloofsbelijdenis terug te vinden en maakt duidelijk verschil tussen beide verbonden naar Dordtse Leerregels art. 1, Heidelbergse Catechismus zondag 25-27, Nederlandse Geloofsbelijdenis artikel 34, Formulier van de kinderdoop.) Degenen die stonden voor deze verbondsopvatting voegden er wel aan toe, "dat we niet mogen vergeten de nadruk te leggen op de verbondsbeleving in de weg van wedergeboorte en dagelijkse bekering door Woord en Geest." 
Op 5 maart 1930 meldde Van Minnen zich bij de kerkenraad van de CGK-gemeente in Vlaardingen en gaf aan lid te willen worden van de gemeente. De reden dat hij wilde overkomen verwoordde hij: "dat hij niet om ontzaggelijke redenen die formatie verlaat, doch in hoofdzaak om de beschouwing van het genadeverbond die van bovenaf onder dwang wordt opgelegd." Ook werd naar zijn mening weinig naar de kerkorde geleefd. Met Kersten is hij hierover in conflict geraakt. Vrij snel daarna deed Van Minnen, in september 1930, zijn intrede aan de Theologische Hogeschool Apeldoorn, waar hij naar eigen zeggen, theologisch gevormd werd door de docenten P. J.M. de Bruin en G. Wisse. Ook met J.J. Van der Schuit waren de contacten goed.  
Op dinsdag 19 oktober 1937 werd Van Minnen als predikant bevestigd in Huizen. In 1945 nam hij een beroep aan naar Delft, in 1948 keerde hij terug naar Huizen. De predikant nam een gewaardeerde positie in binnen het kerkverband, gezien de vele beroepen die hij kreeg. Hij werkte mee aan diverse scheurkalenders en tijdschriften waaronder De Kleine Gids, een tijdschrift dat werd opgericht in 1948 en begon met 2000 abonnees. In 1952 verscheen een bundel meditaties Onder 't Licht van Gods Lamp, eerder uitgesproken voor de NCRV.
In 1952 verliet hij in Huizen de CGK en noemde zijn kerkverband Christelijke Gereformeerde Gemeenten in Nederland om zich te onderscheiden van Visser wiens opvattingen hij niet deelde. Aanleiding voor het vertrek was een gerezen conflict met de classis Amsterdam waarbij het ging over de interpretatie van 1 Korinthe 11:1-16, en met name over de praktische toepassing die predikant en kerkenraad in Huizen daaraan gaven. In een gepubliceerde verantwoording in het Gereformeerd Weekblad, besteedde Van Minnen aandacht aan de dieperliggende oorzaken van zijn uittreden. Zijn motieven werden volgens hem door een kring van geestverwanten blijkens onderlinge gesprekken onderschreven. 
De Christelijke Gereformeerde Kerken hadden altijd een zekere verscheidenheid gekend. J.H. Velema zei daarover: "verschillende stromingen de Christelijke Gereformeerde kerk altijd al hebben gekenmerkt. Die werden ook in de jaren dertig al waargenomen. Toen ik nog in Apeldoorn studeerde, zaten twee jaar boven mij de studenten E. du Marchie van Voorthuysen, J.G. van Minnen en H. Visser Mzn. — die later allen uit onze kerken zijn gegaan. In hetzelfde jaar als ik zaten J.C. Maris, W. Ruiter en J.M. Visser. Wij voelden toen al wel aan dat zij niet op dezelfde lijn zaten." Deze verscheidenheid had tot dusver nooit tot ingrijpende problemen geleid. In 1947 koos de synode ervoor de luiken naar andere kerkverbanden open te doen. Samensprekingen vonden plaats met de vrijgemaakten en synodaal gereformeerden. De Chr. Geref. Kerk ging een nieuwe fase in.
Een kring van geestverwanten bestaande uit Maarten Baan (1905–1973) te Dordrecht, Nicolaas de Jong (1899–1980) te Middelharnis/Katwijk, Hendrik van Leeuwen (1906–1988) te Tholen/Delft, Jacob Gerardus van Minnen (1900-1971) te Delft/Huizen, Cornelis Smits (1898-1994) te Driebergen/Sliedrecht begonnen in deze periode met gesprekken die zich concentreerde rondom de volgende onderwerpen:
1. Prediking en verbondsobjectivering
2. De samensprekingen met de Gereformeerde Kerken in Nederland en de Gereformeerde Kerken vrijgemaakt
3. Het zoeken naar nieuwe vormen voor het kerkelijk leven
"Onze jeugd en kerk wordt gedreven in neogereformeerde sfeer." "Christusprediking en vooral geen Christenprediking doet veel opgeld. En daar juist ligt 't gevaar; de verarming, de verobjectivering in de prediking. Als men, jawel, de Christus predikt en Zijn noodzakelijkheid, algenoegzaamheid en dierbaarheid — maar gemist wordt hoe Christus door het Woord en de Heilige Geest in het hart van een zondaar functioneert." "Op afbuiging van de leer volgt ombuiging in levensethiek." (Van Minnen)
De synode van 1953 ontving een instructie van het Zuiden waaraan een indringend rapport uit de classis Dordrecht aan ten grondslag lag met de vraag om dringende maatregelen. Op initiatief van G. Wisse liet de synode een kanselboodschap uitgaan. W. Kremer verleende hieraan zijn medewerking. Deze kanselboodschap bevatte de volgende tekst: "De Generale Synode, diep onder de indruk van de ernst der huidige geestelijke situatie in onze Kerken en verontrust over de hier en daar zich voordoende verschijnselen van inzinking, vervlakking, en zelfs van tegenstand somtijds ten opzichte van de praktijk der godzaligheid, voelt zich geroepen tot de kerken een getuigeniswoord in alle liefde en vermaan te doen uitgaan. (..) Temeer daar wij helaas ook onder ons verschijnselen constateren, die ons met grote zorg vervullen. Onder welk wij als voorbeeld noemen een soms waar te nemen verslapping van de ernst in de behandeling der ons toe betrouwde zielen. (..) Om te beginnen worde daarbij uitgegaan, gelijk bijv. ook in het doopformulier geschiedt, van ons van nature midden in de dood liggen in een gebroken werkverbond, om alzo de noodzakelijkheid en rijke inhoud van het genadeverbond te leren verstaan. Zo blijft zalig worden een wonder, en wordt de noodzakelijkheid der wedergeboorte door de Heilige Geest niet uit het oog verloren. Op deze wijze zal men ook bewaard blijven voor een oppervlakkigheid, die maar al te gemakkelijk leidt tot wereldgelijkvormigheid, welke vooral hierin bestaat, dat men heden ten dage almeer vraagt: hoever kunnen wij gaan in het uitleven van onszelf, in plaats van: hoe dicht moeten wij wel bij de Heere blijven?"
In de daaropvolgende periode was er nieuwe onrust rond het vrijgeven van de NBG-Vertaling in 1962 en rond een moment toen B. J. Oosterhoff zijn theologische inzichten over de eerste hoofdstukken van de Bijbel en de Brieven van Paulus uitte.
Behalve in Huizen werden ook in andere plaatsen enkele gemeenten gevormd die zich bij Van Minnen aansloten, te weten Bussum (1952), Drachten (1954), Delft (1954) en Twijzelerheide (1957). Verder sloten zich nog enkele vrije gemeenten aan. Dit gebeurde in Hoofddorp (1954), Vlaardingen (1954) en Zwolle (1955). Binnen het kerkverband functioneerden behalve Van Minnen de predikanten G. Salomons, G. J. van Vliet en J. Blankespoor. De gemeenten rondom Van Minnen wilden christelijk-gereformeerd blijven op de wijze zoals het kerkgenootschap oorspronkelijk was, "naar de praktijk en de prediking van hen die ons daarin zijn voorgegaan, zoals wijlen ds. J. Schotel, ds. H.M. van der Vegt, A. van der Heijden en meerderen." Van Minnen's stap werd stevig bekritiseerd maar ook betreurd.
Op 26 januari 1953 werd het nieuwe kerkverband officieel gevormd na overeenstemming over de volgende punten: 1. De grondslag: De Heilige Schrift (vervat in de Drie Formulieren van Enigheid); 2. De kerkorde: De Dordtse Kerkorde (behalve datgene wat in onbruik geraakt is); 3. De leer der twee en der drie verbonden: Men zal zich hoeden voor uitwassen. Men zal elkaar niet stipt voorschrijven wat men moet voorstaan, mits men zich houdt aan de gedachte (wat de Schrift betreffende deze dingen leert) dat in het genadeverbond het vredeverbond wordt gerealiseerd’; 4. De Heilige doop: Het standpunt, dat de Heidelbergse Catechismus inzake dit sacrament inneemt (zie zondag 26, 27); 5. Het Heilig avondmaal: In de prediking zal ten volle benadrukt worden het onderscheid tussen het goddelijke recht en het kerkelijke recht; 6. Belijdenis des geloofs: Men zal de nadruk leggen op de ernst van deze dingen, opdat - zo mogelijk - voorkomen zal worden, dat kwade praktijken ingang vinden; 7. De tucht: Om wereldgelijkvormigheid dat tegen Gods Woord ingaat te weren met verstand en teerheid de tucht handhaven; 8. De naam van het kerkverband: Christelijke Gereformeerde Gemeenten in Nederland.
Gerard Salomons (Baarn, 18 april 1890  - Terneuzen, 24 februari 1975) behoorde in de periode 1915 - 1939 tot de kring van meest toonaangevende predikanten binnen de CGK. Tijdens het interbellum verschenen regelmatig publicaties van hem in De Wekker over uiteenlopende onderwerpen. Buiten het kerkverband was hij actief voor de SGP. Voor zowel een benoeming in het hoofdbestuur van deze partij als voor het hoogleraarschap in Apeldoorn (vacature Lengkeek) in 1932 bedankte hij. Op 31 oktober 1915 werd hij als predikant bevestigd in Bussum. Hierna was hij predikant in Amersfoort (1923-1929), 's-Gravenzande (1929-1932) en Amsterdam-West (1932-1939). In 1939 legde hij zijn ambt binnen de CGK op eigen initiatief neer. Begin 1952 werd hem door enkele personen gevraagd de kerkdiensten van een Vrije Gereformeerde Gemeente in Arnhem te leiden. Deze gemeente was ontstaan naar aanleiding van de schorsing van R. Kok als predikant van de Gereformeerde Gemeenten. Men zocht aansluiting bij het kerkverband van de Oud Gereformeerde Gemeenten in Nederland. De oudgereformeerde predikant J. van der Poel zag Salomons graag komen als voorganger in dit kerkverband. Zover kwam het echter niet. Als reden verklaarde Salomons zich bij de oudgereformeerde preektrant niet zo thuis gevoeld te hebben. "Ik heb de predikanten Van der Poel en Mieras vele malen gehoord en dan kwam ik, zeg maar, met gemengde gevoelens weer thuis." De Vrije Gereformeerde Gemeente van Arnhem keerde terug naar het kerkverband van de Gereformeerde Gemeenten, terwijl voor Salomons een beroep kwam uit zijn vroegere standplaats Bussum. Salomons: "Ik stond toen weer buiten alle kerkverband, maar bezwaarde christelijk-gereformeerden uit Bussum nodigden mij uit, zonder dat ik direct of indirect om gevraagd had, bij hen voor te gaan, en u weet dat ik toen op raad van ds. Van Minnen, na instituering van opgemelde groep weer in het ambt ben gekomen." Deze herbevestiging lag gevoelig omdat Salomons na een echtscheiding in 1940 was hertrouwd. Een zodanig iemand kon aldus dus de synode van de Amerikaanse zusterkerk "geen lid, laat staan ambtsdrager of predikant [meer] worden." Van Minnen dacht hier anders over en bevestigde hem op 9 september 1952 in het ambt. In mei 1954 werd Salomons predikant in Hoofddorp. Na zijn emeritaat in het najaar van 1961 vestigde hij zich in Terneuzen, kerkte op zondagmorgen in de CGK-gemeente van Zaamslag, bij ds. P. Sneep. Tot zijn overlijden op 24 februari 1975 preekte hij nog regelmatig in Delft.
Gerrit Jan van Vliet (Vlaardingen, 7 december 1885 - Vlaardingen, 4 maart 1954) was ouderling in de Christelijke Gereformeerde Kerk in zijn geboorteplaats, maar begon rond 1930 met het beleggen van samenkomsten in een lokaal aan de Dijksteeg. Deze diensten leidde tot instituering van een gemeente op 3 maart 1933. "Deze dominee Van Vliet heb ik in mijn jonge jaren ook nog meegemaakt op een begrafenis die door hem geleid werd. Dit geschiedde geheel in onze lijn" volgens ds. F. Mallan op 23 juni 2005 in De Wachter Sions. Na een kortstondige ziekte (tuberculose) overleed Van Vliet op 4 maart 1954. Zijn begrafenis werd geleid door ds. Salomons, die sprak naar aanleiding van Hebreeën 13: 7. Op de begraafplaats sprak ds. Van Minnen naar aanleiding van Psalm 43: 4.
Jan Blankespoor (Barneveld, 26 oktober 1906 - Zwolle, 2 mei 1973) kreeg als godsdienstonderwijzer preekbevoegdheid in de Nederlandse Hervormde Kerk. In 1953 scheidde een groep zich van de hervormd-gereformeerde evangelisatie in Zwolle af en zocht toenadering tot Van Minnen. Op 2 september 1953 werd Blankespoor door Van Minnen in het ambt van predikant bevestigd van een even daarvoor geïnstitueerde gemeente in Zwolle. Kerkelijk was Blankespoor niet beginselvast. Mede hierdoor stond hij na enkele jaren weer buiten het kerkverband.
Hessel Groen (Bunschoten, 25 juli 1917 - Drachten 21 januari 1957) werd binnen het kerkverband opgeleid tot predikant. Hij was een zoon van de Rotterdamse predikant Klaas Groen (1883-1943). Van Minnen bevestigde Groen op 7 juni 1955 in Drachten met een preek uit Ezechiël 2: 4b. Na enige tijd werd door leden uit de vrije Christelijke Gereformeerde Gemeente van Veenwouden een gemeente geïnstitueerd in Twijzelerheide. Groen heeft niet lang als predikant kunnen dienen. Hij overleed na een ziekte op 39-jarige leeftijd.
Klaas Van Twillert (Eemdijk, 23 september 1919 - Nijkerk, 15 oktober 2011) afkomstig uit de CGK van Eemdijk werd op 16 september 1958 toegelaten als predikant. In de Friese gemeenten rezen bezwaren tegen zijn prediking. Van Twillert nam een beroep aan naar Vlaardingen en werd op 11 december 1958 door Van Minnen bevestigd. In 1961 werd Van Twillert uit een tweetal met de hervormd-gereformeerde godsdienstonderwijzer Jacob Verboom (1905-1970) uit Kollum beroepen door de gemeente van Rotterdam-Zuid. Als predikant in Rotterdam-Zuid maakte Van Twillert een opmerkelijke switch: na een afzetting als predikant wegens gerezen bezwaren tegen zijn prediking, ging hij over tot de Pinksterbeweging, verwierp de kinderdoop en liet zich inspireren door de Amerikaanse evangelist en gebedsgenezer Thomas Lee Osborn. Binnen de pinksterbeweging werd Van Twillert een gewaardeerde spreker. Aan het eind van zijn leven gaf hij een levensgeschiedenis uit: Spelende voor Gods aangezicht (2008).  

#### Verdere verloop van het kerkverband en contacten
In de zomer van 1960 zocht C. Smits, predikant van de CGK-gemeente Sliedrecht, contact met Van Minnen en naar aanleiding hiervan werden ook gesprekken gevoerd met de predikanten Nicolaas de Jong (1899-1980) en F. Bakker. Smits had, ondanks de verschenen kanselboodschap van 1953, onvrede met de situatie in de CGK, en preekte op talloze plaatsen buiten het kerkverband. Hij was bereid om gemeenten te stichten. "Bij een eventuele uittreding zou echter ds. De Jong zeker betrokken moeten zijn", aldus Smits, "gezien de waardering voor deze predikant onder degenen die nog in de Christelijke Gereformeerde Kerken aan de waarheid willen vasthouden erg groot is." Bakker bleef liever christelijk-gereformeerd dan over te stappen naar de Gereformeerde Gemeenten. "Alhoewel oorspronkelijk van de Gereformeerde Gemeenten, die nu onlangs hebben uitgesproken, dat vereniging met de Christelijke Gereformeerde Kerk  niet kan, omdat die kerk de drieverbondenleer aanvaard was ds. Bakker een uitgesproken drieverbonder en daarom bleef hij liever Christelijk-Gereformeerd dan ooit naar de Gereformeerde Gemeenten over te gaan. In onze veelvuldige gesprekken was hij het met ons gematigd tweeverbonder zijn niet eens en toch bleven wij... vrinden." (Salomons) 
De predikanten betreurden dat er "gemeenten verloren gingen voor de oorspronkelijke christelijk-gereformeerde prediking" en "de nood werd gevoeld dat we als bezwaarden allen uiteen vliegen." Op uitnodiging hield Van Minnen op 26 september 1960 tijdens een vergadering van bezwaarde predikanten in Rotterdam een pleidooi tot uittreding uit de CGK. Hierbij waren behalve N. de Jong, C. Smits, J.G. van Minnen. F. Bakker ook aanwezig, M.C. Tanis (1929-2024), D. Slagboom (1926-1997), G. Blom (1905-1992), E. Venema (1922-2003), H. van Leeuwen (1906-1988) en H.C. van der Ent (1918-1997). Echter bleek men toen niet voor een afscheiding te zijn. Men vroeg zich af of Van Minnen wel had mogen uittreden (moeten de eenheid zien te bewaren). Smits gaf aan "nu in de mist te zitten".
In oktober 1961 besloot Drachten aansluiting te zoeken bij de Gereformeerde Gemeenten met het voorstel om dit gezamenlijk te doen. De kerkenraden van Delft en Hoofddorp stemden hier niet mee in. 
In 1963 schreef de Rotterdamse predikant P. Overduin (1915-1995) van de Gereformeerde Gemeente in Hersteld Verband een brief aan Van Minnen waarin de hoop werd uitgesproken tot "samenbundeling van de gemeenten." Diens neef D. C. Overduin (1935-1990) kreeg toestemming om in Delft en Hoofddorp voor te gaan. Na enige tijd werden de contacten afgebroken aan de zijde van de Gereformeerde Gemeente in Hersteld Verband. In 1980 nam Overduin het besluit om zich met zijn gemeente alsnog bij de Christelijke Gereformeerde Kerken aan te sluiten, terwijl diens neef predikant werd van een Hervormd Gereformeerde Gemeente in Hilversum. In 1965 was er contact met de Dordtse predikant Berend Hennephof (1896-1970). Van Minnen preekte in diens gemeenten Federatie van Oud Gereformeerde Gemeenten en afgevaardigden uit Delft en Hoofddorp woonden een tweetal classisvergaderingen bij met andere gemeenten in Colijnsplaat en Oud-Beijerland. In 1966 kwamen ook deze contacten tot een einde.
In 1965 trad Van Minnen toe tot een Landelijk Comité tot Behoud van de Statenvertaling. Andere personen die hierbij werden betrokken waren: M. Baan (christelijk-gereformeerd), E. Venema (christelijk-gereformeerd), E. du Marchie van Voorthuysen (oudgereformeerd), J. van Prooijen (oudgereformeerd), A.W. Verhoef (Gereformeerde Gemeenten), C. Steenblok (Gereformeerde Gemeenten in Nederland) en de heren L. van der Sluys (voorganger hervormde evangelisatie Kollum), A. Bergsma (christelijk-gereformeerd) en L.M.P. Scholten (Gereformeerde Gemeenten in Nederland). De stichting begon ook met het uitgeven van een blad genaamd StandVastig.
Binnen de CGK werd in 1966 Bewaar het Pand opgericht, "vanwege het diep verval, dat er tot onze grote droefheid te constateren is op ons kerkelijk terrein, een zucht naar allerlei mogelijke en onmogelijke nieuwigheden. Het loslaten van de gereformeerde beginselen." Hierbij waren betrokken de predikanten P. Sneep (1919-1976), M.C. Tanis (1929-2024), G. Blom (1905-1992), H.C. van der Ent (1918-1997), D. Slagboom (1926-1997), R. Kok (1890-1982), H. van Leeuwen (1906-1988) en M. Baan (1905-1973). Men wilde een nieuwe scheuring voorkomen en een front vormen om de ontwikkelingen in de CGK positief te beïnvloeden. Van Minnen voelde zich in de kou gezet door zijn vroegere medestanders. Diens kerkverband bleek te zwak om te kunnen voortbestaan. 
Als lid van de Raad van Toezicht raakte Van Minnen in 1966 betrokken bij de Stichting Reformatorische Publicatie, dat ten doel had de oprichting van een Reformatorisch Dagblad. Het bestuur van de stichting werd samengesteld uit leden van de Nederlandse Hervormde Kerk, Gereformeerde Gemeenten, Christelijke Gereformeerde Kerken, Oud Gereformeerde Gemeenten in Nederland, Gereformeerde Gemeenten in Nederland, Christelijke Gereformeerde Gemeenten, en bestond uit de volgende personen: G. den Boer uit Hoofddorp, voorzitter; W. van der Zwaag, uit Barneveld, 2e voorzitter: L. H. Oosten uit Driebergen, secretaris; J. Veenendaal uit Driebergen, 2e secretaris; D. J. Budding uit Driebergen. penningmeester; drs. P. H. D. van Ree uit Veenendaal, 2e penningmeester; B. J. van der Vlies uit Utrecht, algemeen adjunct; J. H. den Boer uit Putten (Gld.); J. W. Boon uit Vianen; K. Ederveen uit Utrecht; A. Flier uit Ede; D. Gijsbertsen uit Driebergen; C. Lagerweij uit Houten; J. van der Meer uit Hamersveld; R. C. M. Treur uit Driebergen. De Raad van toezicht bestond in november 1968 uit de volgende personen: ds. G. v. d. Breevaart uit Hendrik ido Ambacht; ds. J. Catsburg uit St. Maartensdijk; drs. J. A. Coster uit Lisse; B. Knoop uit Breukelen; ds. J. G. van Minnen uit Delft; ir. F. C. Morree uit Geldermalsen; S. Nieuwenhuis uit Hoofddorp; ir. L. R. T. Oskam uit Dordrecht; C. A. Polderman uit Utrecht; L. Post uit Urk; ds. J. van Prooijen uit Stavenisse.
Geen den Boer (Rotterdam, 17 juni 1917 - Garderen, 26 april 1990) werd op 26 november 1967 door Van Minnen tot lerend ouderling in Hoofddorp bevestigd. Datzelfde jaar ging in Delft het verzoek naar ds. Venema en de daar inmiddels gevormde Hersteld Christelijke Gereformeerde Kerk in Zwijndrecht om nader contact. Na meerdere gesprekken nam Zwijndrecht het besluit om zich aan te sluiten bij het kerkverband van de Gereformeerde Gemeenten met het argument dat men het kerkverband van de Christelijke Gereformeerde Gemeenten in Nederland te beperkt vond. Hetzelfde deed ook J.C. van Ravenswaaij (1918-2002), destijds CGK-predikant in Arnhem.
In 1968 ontstond verwijdering tussen Van Minnen en de kerkenraad van Delft hetgeen leidde tot een schorsing en later een afzetting als predikant in februari 1969. De gemeenten van Delft en Hoofddorp bleven na de kwestie voortbestaan als zelfstandige gemeenten. Het kerkverband bleef dus formeel bestaan tot februari 1969.
In diverse publicaties wordt vermeld dat ds. Van Minnen "tevergeefs een poging deed om opnieuw in de Christelijke Gereformeerde Kerken opgenomen te worden." Hier staat tegenover een brief uit het voorjaar van 1969 waarin  Salomons meldde aan de kerkenraad van Delft "dat Van Minnen op diens vriendelijke maar dringende vragen liet weten, er niet aan te denken zich bij de Christelijke Gereformeerde Kerken te voegen, maar dat hij wel zocht naar de meest zuivere openbaring van het lichaam van Christus." "Hij wil niet teruggaan tot die kerk, die hij in goede overtuiging verlaten heeft." De predikant overleed op 6 januari 1971 in Delft.  
Ds. Smits vertrok in 1969 naar de Verenigde Staten en werd predikant bij de Free Reformed Church van Clifton in de buurt van New York. Hier verzorgde hij een vertaling van het boek 'Warnings to the churches' van de anglicaanse bisschop J. C. Ryle. In het voorwoord schreef Smits: "Wat is de kerkelijke praktijk en de algemene gang in onze dagen? Dat men het zaligmakend werk gaat gronden op belijdenis en avondmaal. Bisschop Ryle waarschuwt met nadruk voor zulke oppervlakkige gronden, als hij zegt: "Laten we ons wachten voor enige onderwijzing in welke de hoofdzaak is: een aanhoudende verkondiging van de kerk, de bediening en sacramenten, terwijl zulke grote waarheden als berouw, geloof, bekering, rechtvaardigmaking, heiligmaking worden nagelaten of een ondergeschikte plaats krijgen. Alleen de bekering tot God en het geloof in Christus zaligt." 
In maart 1971 ontving hij een beroep van de Oud Gereformeerde Gemeente in Nederland van Giessendam en in juni 1971 nogmaals. Toen verliet hij alsnog de Christelijke Gereformeerde Kerken door dit beroep aan te nemen. Smits is hier predikant gebleven totdat voorgaan [vanaf eind jaren tachtig] niet meer mogelijk was. In 1994 is hij overleden.
De gemeente Hoofddorp werd in 1973 opgeheven. Leden van deze gemeente sloten zich aan bij een Gereformeerde Bondsgemeente in Amstelveen en bij de Gereformeerde Gemeente in Hoofddorp. In de periode 1979 - 1982 werd deze gemeente gediend door ds. G.A. Zijderveld (1910-1992) afkomstig uit de Christelijke Gereformeerde Kerken.
De gemeente van Delft bleef voortbestaan, maar nadat lerend ouderling A. W. Langstraat (1914-1993) was overleden besloten de laatste ouderlingen aansluiting te zoeken bij de Gereformeerde Gemeenten. Onder leiding van een bestuur bleef de gemeente voortbestaan. Sinds het voorjaar van 2012 gaan er doordeweeks predikanten voor in het kerkgebouw, vanuit de Hersteld Hervormde Kerk, en de Christelijke Gereformeerde Kerken (Bewaar het Pand).
In 1973 nam ds. Venema een beroep naar de (inmiddels) Gereformeerde Gemeente Drachten aan. Ook diende ds. P. van der Bijl (1910 - 1995) de gemeente enige jaren als hulppredikant. Beiden predikanten afkomstig uit de Christelijke Gereformeerde Kerken.
De gemeente van Zwijndrecht werd tussen 2007 en 2010 gediend door ds. J. Veenendaal, afkomstig uit de Christelijke Gereformeerde Kerken.

##### Publicaties ds. H. Visser Mzn.
- De weldadigheid des Heeren aan Nederland en Oranje, (1945)
- Een bede en een opdracht, (1945)
- Vijftal predikatiën Jesaja 24:15a, Amos 7:7-9, Zondag 23, Psalm 48:10, Romeinen 13:12 (Bleskensgraaf, 1945)
- De wederkomst van de Christus, Tijdrede in verband met de herdenking van de bevrijding van ons vaderland (17 april 1946)
- Elia bij den Horeb, (1946)

#### Publicaties ds. J.G. van Minnen
- Van zonde en genade in 't huisje aan de dijk, tekst van een verhaal over het wel en wee van een Vlaardingse dominee en zijn gemeenteleden rond 1920 z.j.
- Het gedenken van Gods weldadigheid in Neêrlands verlossing, predicatie over Psalm 48:10 (1945)
- Remmende factoren bij het zondagsschoolonderwijs (1948)
- Onder het Licht van Gods Lamp, Schriftoverdenkingen gehouden voor de NCRV (1952)
- Alleenlijk ditmaal. Predicatie over Richteren 16: 28a. Gehouden t.g.v. de herdenking van zijn 25-jarige ambtsbediening (1962)
- Licht en Schaduw, religieuze gedichten met een geleide woord door ds. F. Bakker (1964)
- Zo ik niet had geloofd, verzamelde meditaties van ds. J.G. van Minnen (2011)

#### Publicaties ds. G. Salomons
- Ons huwelijksformulier (1921)
- De nieuwe wereldleeraar (1927)
- 'Heidelbergse Catechismus zondag 32 t/m zondag 38', in: Uit de Levensbron 5de jaargang, 2de deel  (Sneek, 1931)
- 'De Kerk in de branding. De geschiedenis van de afgescheiden gemeenten tussen 1840-1854', in: Gedenkboek uitgegeven bij de herdenking 100 jaar Afscheiding 1834 - 1934 in opdracht van de Generale Synode der Christelijke Gereformeerde Kerk in Nederland. Met bijdragen van Prof. J.W. Geels, Prof. P.J.M. de Bruin, Ds. G. Salomons, Prof. J.J. van der Schuit, Ds. J. Jongeleen, Ds. A.H. Hilbers, Ds. H. Janssen, Ds. L.H. van der Meiden, Prof. G. Wisse. Dordrecht, D.J. Van Brummen, (1934)
- 'De theologie van Karl Barth' in: De Wekker (14 augustus 1936 - 5 februari 1937)
- 'Karl Barth en de kinderdoop: in: De Wekker (26 mei, 2, 9 en 16 juni 1939)
- De Staatkundig Gereformeerde Partij en de handhaving van Artikel 36 NGB', in: In het Spoor, februari 2012
- Driel, C.M. Het volk zonder applaus, de receptie van Karl Barth in hervormd-gereformeerde en christelijk-gereformeerde kring, (Barneveld, 2014) ISBN 978-90-5560-498-2
- Driel, C.M. 'Verre vriend? Orthodox-gereformeerden en Barth' in: de receptie van Karl Barth in Nederland George Harinck en Dirk van Keulen (Red.) (Amersfoort, 2022) pp. 125-137 ISBN 978-90-5560-555-2

#### Publicaties ds. G.J. van Vliet
- Inleidend woord in prekenbundel van zijn vader Joost van Vliet (1861-1928), Drie Leerredenen van wijlen ds. J. van Vliet predikant der oud gereformeerde gemeente te Dordrecht Vlaardingen (1928)

#### Publicaties ds. H. Groen
- Jezus' gesprek met Nicodemus, preek over Johannes 3:3, in: Geplant en Bewaard, aspecten van de geschiedenis van de Gereformeerde Gemeente te Drachten (1954-2004)

Bijlage (en) Schematisch overzicht grensverkeer Christelijke Gereformeerde Kerken met (bevindelijk-gereformeerde) kerkverbanden
| Plaats              | Jaar van ontstaan | Bijzonderheden | Predikant(en) | Jaar van overgang | Meerderheid/minderheid | Nieuw kerkverband |
| ------------------- | ----------------- | --- | --- | ----------------- | --- | --- |
| Alphen aan den Rijn | 1900              | | Lerend ouderling D.J. van Brummen (1916-1919); als predikant (1919-1922); ds. J.D. Barth (1924-1928), ds. P. Zwier (1929-1934), ds. W. Baaij (1946-1956), ds. M.S. Roos (1956-1961), ds. R. Kok (1962-1966), ds. P. Sneep (1970-1974), ds. G. Hamstra (1977-1981), ds. L.W. van der Meij (1985-1997), ds. E. Hakvoort (1998-2002) | 2003              | Een minderheid volgt ds. E. Hakvoort in diens overgang naar de Gereformeerde Gemeenten. Hakvoort was acht jaar predikant binnen de CGK. Per 1 september 2003 werd hij beroepbaar gesteld binnen de Gereformeerde Gemeenten en werd predikant in Genemuiden. Op 06-01-2006 werd in Alphen aan den Rijn een zelfstandige gemeente geïnstitueerd. 37 leden en 38 doopleden (2020) | Gereformeerde Gemeenten |
| Amsterdam-Oost      | 1926              | | Ds. D. Driessen (1928-1935), ds. G. Wisse (1936-1941) |                   | Een minderheid verlaat na het vertrek van ds. G. Wisse de CGK van Amsterdam-Oost. In het najaar van 1949 sluit men zich aan bij de OGGN. | Oud Gereformeerde Gemeente in Nederland (Opgeheven (1968) |
| Arnhem              | 1893              | | Ds. C. Wijdoogen (1897-1902); ds. L.H. Beekamp (1906-1916); ds. G. Wisse (1921-1925); ds. C.S. van de Ven (1926-1930); ds. L.S. den Boer (1934-1940); ds. S. van der Molen (1943-1946) | 1969              | Een minderheid verlaat in 1969 onder leiding van ds. J.C. van Ravenswaaij de CGK en verenigt zich met de plaatselijke Gereformeerde Gemeente. 98 leden en 51 doopleden (2020) | Gereformeerde Gemeenten |
| Bussum              | 1904              | | Ds. M. Schouten (1908-1914); ds. G. Salomons (1915-1923); ds. J.B.G. Croes (1924-1927); ds. J.L. de Vries (1928-1934); ds. M. Baan (1937-1946) ds. J. Jongeleen (1947-) |                   | Een minderheid (circa 100 leden en doopleden) verlaat in 1952 de CGK. Men vormt een gemeente en brengt een beroep uit op ds. G. Salomons. In 1954 vertrekt ds. Salomons naar Hoofddorp. | Christelijke Gereformeerde Gemeente in Nederland (opgeheven 1959) |
| Delft               | 1899              | | Ds. L.H. Beekamp, ds. A. Jansens (1909-1910), ds. J. Bos (1912-1923); ds. J.A. Riekel (1934-1944); ds. J.G. van Minnen (1945-1948), ds. H. van Leeuwen (1949-1952) | 1954              | Een minderheid verlaat in mei 1954 de CGK van Delft en zoekt contact met ds. J.G. van Minnen in Huizen. Zij vormen een Christelijke Gereformeerde Gemeente in Nederland. Tussen 1956-1965 is ds. J.G. Van Minnen hier predikant. | Christelijke Gereformeerde Gemeente in Nederland |
| Dordrecht           | 1892              | | Ds. D.J. van Brummen (1896-1902); ds. A. van der Heijden (1904-1909); ds. M. den Boer (1910-1915); ds. L.H. van der Meiden (1917-1927); ds. H. Visser (1931-1941); ds. C. Smits (1942-1945); ds. M. Baan (1946-1962); ds. D. Slagboom (1964-1972); ds. M. Pronk (1975-1977)                                                       |                   | Een minderheid van de CGK Dordrecht-Centrum ging In 1977 met ds. M. Pronk over naar de Oud Gereformeerde Gemeenten in Nederland. Ds. M. Pronk was 2 jaar predikant in de Christelijke Gereformeerde Kerken. | Oud Gereformeerde Gemeente in Nederland |
| Doorn               | 1954              | Ds. W. Baaij voorganger van een vrije Gereformeerde Gemeente in Tholen maakte op de ledenvergadering van 31 juli 1945 bekend over te willen stappen naar de CGK. ‘Wij hebben vorige week de classicale vergadering van de Christelijke Gereformeerde Kerk te Dordrecht bijgewoond, wat ons zeer is meegevallen. Professor Wisse nam aldaar examen af van studenten, waarvan wij een indruk kregen, wat de zuiverheid der leer aangaat. Eén en ander noopte ons tot de Christelijke Gereformeerde Kerk over te gaan’. Nadat ds. Baaij op 5 augustus 1945 van de gemeente afscheid heeft genomen wordt hij in de Christelijke Gereformeerde Kerk aangenomen en beroepbaar gesteld. Op 7 april 1946 doet hij intrede in de gemeente Alphen aan de Rijn. In 1956 vertrekt hij naar Doorn waar hij in 1960 met zijn gemeente naar de Oud Gereformeerde Gemeenten in Nederland overgaat. De gemeente ontstond in 1954 vanuit de CGK Driebergen. Bron: cgktholen.nl | Ds. W. Baaij (1956-1960) | 1960              | In 1960 ging ds. W. Baaij met de gemeente Doorn over naar de Oud Gereformeerde Gemeenten in Nederland. Ds. Baaij was 15 jaar predikant binnen de CGK. | Oud Gereformeerde Gemeenten in Nederland |
| Drachten            | 1844 en 1909      | | Ds. A.H. Hilbers (1912-1917); W. Vos (1917-1923); H. Velema (1926-1934); J.P. Geels (1936-1940); B.J. Oosterhoff (1941-1945) | 1954              | Een minderheid verlaat in 1954 de CGK van Drachten en zoekt contact met ds. J.G. van Minnen in Huizen. Zij vormen een Christelijke Gereformeerde Gemeente in Nederland. Eerste predikant is H. Groen (1955-1957). In 1962 gaat de gemeente over naar de Gereformeerde Gemeenten. | Christelijke Gereformeerde Gemeente in Nederland (1954) Gereformeerde Gemeenten (1962) |
| Eindhoven           | 1929              | | Ds. A. Gruppen (1935-1942) | 1952              | | Oud Gereformeerde Gemeenten in Nederland |
| 's-Gravendeel       | 1957              | In 1892 ging een deel niet mee met de vereniging van 1892. In 1895 werd een gemeente geïnstitueerd door ds J. Wisse Czn. | ds. W.F. van der Kodde (1902-1905); ds. J.W. Geels (1907-1911); ds. H. Velema (1916-1921); ds. K. Zuidersma (1922-1925); ds. R.E. Sluiter (1929-1940); ds. J. van Doorn (1942-1945) |                   | Enkele jaren nadat ds. C. Noordegraaf in 1951 zijn intrede had gedaan verliet een minderheid de gemeente en ging afzonderlijke diensten beleggen. Dit leidde tot de instituering van de Gereformeerde Gemeente in Nederland in 1971 | Gereformeerde Gemeente in Nederland |
| 's-Gravenzande      | 1917              | | Ds. D. Driessen (1917-1928); ds. G. Salomons (1929-1932); ds. H. Velema (1934-1945) | 1936              | Een minderheid van de CGK van ’s-Gravenzande gaat in 1936 over naar de Gereformeerde Gemeenten. Na ruim tien jaar als afdeling van Den Haag te hebben gefungeerd, vindt op 30 juli 1947 de instituering tot zelfstandige gemeente plaats. In 1956 betrekt de gemeente een nieuw kerkgebouw aan de Albert Klingstraat. In 1971 wordt dit uitgebreid met een zijvleugel. Twaalf jaar later verhuist men naar de nieuwe ‘Westerkerk’ (met 365 zitplaatsen) aan de Obrechtlaan. Momenteel is de gemeente vacant. Het aantal leden en doopleden bedraagt 280. | Gereformeerde Gemeenten |
| Groningen           | 1893              | De gemeente van Groningen heeft haar grootste bloei gekend in de periode van ds. Biesma (1918-1929). Ze groeide in die jaren uit van 382 naar 1117 leden. Ds. Biesma was een kanselredenaar, die veel mensen trok en onder zijn preken werden veel mensen bekeerd. Bekend is de geschiedenis van het onkerkelijke meisje dat zondags in een lange jurk op weg was naar de opera, maar door een hevige onweersbui overvallen de kerk binnenvluchtte en daar onder de preek van ds. Biesma werd bekeerd. | Ds. G. Oosterhuis (1902-1903; ds. H.J.L. de Vries (1904-1909); ds. H.C. Binee (1912-1917); ds. H. Biesma (1918-1929); ds. J. Jongeleen (1930-1932; ds. A.H. Hilbers (1932-1937) | 1937              | In 1937 verlaat een minderheid de CGK te Groningen en ontstaat er een Gereformeerde Gemeente. Vanaf 13 januari 1939 vormt dit gezelschap een afdeling van Akkrum. Op 24 november 1948 volgt de instituering tot zelfstandige gemeente. In 1974 wordt de Gereformeerde ‘Magnalia Deï-kerk’ aan het Floresplein aangekocht en in 1992 betrekt men het huidige kerkgebouw (met 389 zitplaatsen) aan de Landsteinerlaan. Het aantal leden en doopleden bedraagt 271. | Gereformeerde Gemeenten |
| Haarlem             | 1869              | | Ds. J. Schotel ( -1904), ds. J. v.d. Vegt (1904-1908) ds. J.W. Geels (1911-1921); ds. W. Bijleveld (1921-1938), ds. W.F. Laman (1939-1944), ds. M. Holtrop (1946-1952) | 1966              | Een minderheid verlaat in 1966 de CGK van Haarlem-Centrum. Men geeft aan moeite te hebben met de prediking van ds. J.P. Geels (1908-1990). Zij sluiten zich aan bij de Christelijke Gereformeerde Gemeente in Nederland van Hoofddorp. In 1973 wordt deze gemeente opgeheven. Leden voegen zich bij de plaatselijke Gereformeerde Gemeente. De Gereformeerde Gemeente van Hoofddorp ontstond in 1930 als een afdeling van de Gereformeerde Gemeente te Lisse. Van 15 augustus 1979 tot aan zijn emeritaat, op 17 november 1982, diende ds. G.A. Zijderveld de gemeente van Hoofddorp. Het aantal leden en doopleden bedraagt momenteel 120. De gemeente is vacant. | Christelijke Gereformeerde Gemeente in Nederland Hoofddorp (opgeheven 1973) |
| Huizen              | 1932              | | Ds. J.G. van Minnen (1937-1945) ds. J.A. Riekel (1945-1948) ds. J.G. van Minnen (1948-1952) |                   | Een minderheid verlaat onder leiding van ds. J.G. van Minnen in juli 1952 de CGK. Ds. Van Minnen was 15 jaar predikant in de CGK. | Christelijke Gereformeerde Gemeente in Nederland (opgeheven 1957) |
| Leerdam             | 1915              | | Ds. L.S. den Boer (1931-1934); D.L. Aangeenbrug (1934-1941) | 1941              | Meerderheid van de gemeente onttrok zich aan de CGK met lerend ouderling D.L. Aangeenbrug. Na gehouden preekvoorstel besloot de classis dat Aangeenbrug geen predikant kon worden via artikel 8 D.K.O. Omdat Aangeenbrug zich hiermee niet kon verenigen heeft hij zich met de kerkenraad en het grootste deel van de gemeente onttrokken. | Gereformeerde Gemeenten |
| Leersum             | 1939              | Deze gemeente behoorde 6 jaar tot het kerkverband van de CGK en was voorheen een Hervormde evangelisatie (van 1939 tot 1946). De eerste vaste voorganger was de heer L. Gebraad, die later ook overging naar de Oud Gereformeerde Gemeenten. Zijn (Herv.) preekbevoegheid werd hem echter afgenomen wat tot gevolg had dat gemeente van Leersum per 1 augustus 1946 opgenomen werd in het verband van de Christelijke Gereformeerde Kerken. De officiële instituering had plaats op 11 oktober 1946 door de predikanten P. de Smit en B. J. Oosterhoff. Voorganger van deze nieuwe gemeente was de heer L. Gebraad, die in 1950 een beroep naar Tholen aannam. Beroepen werden toen uitgebracht op de predikanten C. Smits, W. Baaij en P. van der Bijl, die echter bedankten. Op 30 november 1951 nam ds. Du Marchie van Voorthuysen, die toen in Sliedrecht stond het beroep aan.                                                                          | | 1952              | Meerderheid ging in oktober 1952 onder leiding van ds. E. du Marchie van Voorthuysen over naar de Oud Gereformeerde Gemeente in Nederland. Ds. E. du Marchie van Voorthuysen was 15 jaar predikant binnen de CGK. | Oud Gereformeerde Gemeente in Nederland |
| Mijdrecht           |                   | Voorheen behoorde Mijdrecht tot de Gereformeerde Gemeenten. | | 1954              | In Mijdrecht stelde men zich achter ds. Kok, die destijds door de synode van de Geref. Gemeenten werd geschorst. | Christelijke Gereformeerde Kerken |
| Nieuwleusen         | 1902              | | | 1952              | | Oud Gereformeerde Gemeenten in Nederland |
| Pernis              |                   | | | 1946              | Gemeente kwam in navolging van ds. W. Baaij over naar de CGK. | Christelijke Gereformeerde Kerken (opgeheven 1993) |
| Puttershoek         | 1917              | Puttershoek, 7 Maart 1917. "eene gemeente gesticht en een kerkeraad bevestigd. Ds. Schouten sprak naar aanleiding van Matth. 28 : 20" | | 1952/1963         | Meerderheid in 1952 naar de Oud Gereformeerde Gemeente in Nederland. In 1963 is het overige deel van de gemeente Puttershoek toegetreden tot de Gereformeerde Gemeenten. (Nadat het gebruik van de Nieuwe Bijbelvertaling in 1962 in de CGK door de Synode voor de gemeenten was vrijgegeven) | Oud Gereformeerde Gemeenten in Nederland Gereformeerde Gemeenten |
| Rotterdam-Charlois  |                   | | | 1945              | In 1945 kwam de gemeente met ds. P.H. Seggelink door contacten met ds. W. Heerma over vanuit de Nederlands Gereformeerde Gemeenten. een klein kerkverband rondom ds. W. Roos en ds. G.J. van Vliet | Christelijke Gereformeerde Kerken |
| Rotterdam-Kralingen | 1930              | Ds. D.C. Overduin onttrekt zich met zijn broer J. Overduin (Sliedrecht) aan de Gereformeerde Gemeenten. Op 15 juni 1930 wordt een Gereformeerde Gemeente in Hersteld Verband gesticht | Ds. D.C. Overduin (1930-1946); Ds. P. Overduin (1947-1980) | 1980              | Op 27 augustus 1980 werd de gemeente op haar verzoek door de classis Rotterdam met algemene stemmen toegelaten tot het verband van de CGK. | Christelijke Gereformeerde Kerken |
| Rotterdam-Zuid      | 1926              | | Ds. W. Hendriksen (1930-1934); ds. D. Driessen (1935-1945); ds. H. Visser Mzn.(1946-1947) | 1947              | Een meerderheid verlaat in 1947 de CGK van Rotterdam-Zuid en sticht een Christelijke Gereformeerde Gemeente. In 1968 gaat de gemeente over naar de Gereformeerde Gemeenten waarbij deze gemeente (aan de Putselaan) samen met de nabijgelegen Gereformeerde Gemeente (Mijnherenplein) werden samengevoegd tot de gemeente van Rotterdam-Zuid. Per 03-10 2004 is de gemeente verhuisd naar Barendrecht. (Kerkgebouw Ploegwei 1, 2992 ZC Barendrecht) | Christelijke Gereformeerde Gemeenten (1947-1968) Gereformeerde Gemeenten |
| Sliedrecht          | 1926              | Ds. J. Overduin onttrekt zich in 1930 aan de Gereformeerde Gemeenten en sticht een Gereformeerde Gemeente in Hersteld Verband | Ds. J. Overduin | 1962              | Gemeente gaat in 1962 over naar het kerkverband van de CGK. (Eben-Haezer Kerk, Middeldiepstraat) | Christelijke Gereformeerde Kerken |
| Tholen              | 1931              | Vrije Gereformeerde Gemeente | Ds. W. Baaij (1931-1945) | 1945              | Krappe meerderheid volgt in 1945 ds. W. Baaij bij diens overgang naar de CGK. Op 21 maart 1946 treedt de gemeente officieel toe tot het kerkverband. Binnen afzienbare tijd wordt een predikant beroepen, ds. H. van Leeuwen uit Ermelo. Op zondagavond 15 september doet ds. Van Leeuwen intrede in de gemeente met Openbaring 3:7b en 8 midden, na ’s morgens bevestigd te zijn door prof. L.H. van der Meiden met Joh. 10:2. In de tijd dat ds. Van Leeuwen predikant in Tholen is, bloeit het gemeentelijke leven. Bron: cgktholen | Christelijke Gereformeerde Kerken |
| Urk                 | 1894              | | Ds. M. den Boer (1900-1902) ds. G. Oosterhuis (1903-1905); ds. W.F. v.d. Kodde (1919-1923); ds. E. du Marchie van Voorthuysen (1937-1942) ds. J. van Doorn (1945-1948) |                   | Een meerderheid verlaat in 1960 de CGK. Men sluit zich aan bij het kerkverband rondom ds. H. Visser Mzn op voorwaarde van een vereniging met de gemeenten rondom ds. J.G.. van Minnen. De hoop bestaat op Urk dat andere bezwaarde predikanten tot het kerkverband zullen overkomen. | Christelijke Gereformeerde Gemeenten (1960-1966). Op advies van ds. E. du Marchie van Voorthuysen overgegaan tot het kerkverband van de Oud Gereformeerde Gemeenten in Nederland. Deel van de gemeente hield zich afzijdig en vormde een Vrije Gereformeerde Gemeente op Urk. |
| Veenendaal          | 1913              | Op vrijdag 13 juni 1913 besloot de gemeente om samen met ds. W. den Hengst vanuit de Gereformeerde Kerken over te gaan naar de Gereformeerde Gemeenten. Deze verandering was een gevolg van een geestelijke verandering die enkele jaren daarvoor had plaats gevonden bij ds. Den Hengst. | Ds. W. den Hengst (1913-1915), ds. H. Kieviet (1915-1928), ds. R. Kok (1930-1958) | 1950              | Een meerderheid volgt ds. R. Kok als deze de Gereformeerde Gemeenten verlaat vanwege een schorsing met betrekking op het welmenend aanbod van genade. Van 1950 tot 1956 vormt de gemeente een Gereformeerde Gemeente Buiten-Verband. Op 9 oktober 1956 besloot de gemeente toe te treden tot het kerkverband van de CGK. Het kerkgebouw kreeg als naam Pnielkerk. | Christelijke Gereformeerde Kerken |
| Veenwouden          | 1930              | "Gemeente werd gesticht in 1917 als Vrije Gereformeerde Evangelisatie totdat men zich aansloot bij de Christelijke Gereformeerde Kerk. Op 20 oktober 1930 bevestigde ds. A. Gruppen twee ouderlingen en een diaken. Ouderling J. Hamstra kreeg toestemming in de gemeente voor te gaan. Na zijn emigratie in 1948 werd hij predikant. In Veenwouden was hij samen met de latere ds. J. Keuning ouderling." | | 1954              | In het zicht van de voorjaarsvergadering 1954 van de classis Leeuwarden besloot een meerderheid inclusief de kerkenraad met het verband van de CGK te breken. | Oud Gereformeerde Gemeenten in Nederland. Een minderheid sluit zich tussen 1955-1958 aan bij de Christelijke Gereformeerde Gemeente in Nederland. Zij hebben een kerkgebouw in het naburige Twijzelerheide.                                                                   |
| Vlaardingen         | 1908              | | Lerend ouderling J. van Vliet (1908-1913); ds. H. Hoogendoorn (1921-1924); ds. J. de Bruin (1926-1929); ds. Joh. v.d. Vegt (1932-1935), ds. D. Driessen (1945-1961) | 1961-1965         | Minderheid verlaat de CGK van Vlaardingen in de jaren zestig. Zij sluiten zich aan bij de Gereformeerde Gemeenten (in Nederland). "Op 26 april 2007 blikte ds. Mallan terug op zijn Vlaardingse periode. Ik moet naar Vlaardingen! Er kwamen hele gezinnen uit de CGK naar ons kerkverband over na het overlijden van ds. D. Driessen op 15 december 1961 en na het vertrek van zijn opvolger ds. P. Sneep" | Gereformeerde Gemeente in Nederland |
| Westzaan            |                   | | | 1957              | Vijftig jaar geleden gingen de wegen in het kerkelijke leven van de toenmalige Gereformeerde Gemeente van Westzaan uiteen. De aanleiding zat in de kerkrechtelijke behandeling van de zaak van ds. R. Kok, een door velen in Westzaan geliefde predikant. Dat leidde in 1951 tot een losmaking van het grootste deel van de Westzaanse gemeente uit het kerkverband van de Gereformeerde Gemeenten. In 1957 sloot de gemeente zich aan bij de Christelijke Gereformeerde Kerken. | Christelijke Gereformeerde Kerken |
| Zwijndrecht         | 1918              | Op 8 maart 1918 wordt in Zwijndrecht een Christelijke Gereformeerde Kerk geïnstitueerd. Een jaar later wordt er een kerkgebouw in gebruik genomen, waarvan het aantal zitplaatsen al spoedig moet worden uitgebreid tot 600. In 1965 wordt het huidige kerkgebouw betrokken. De ‘Eben-Haëzerkerk’ telt 900 zitplaatsen. | Ds. K. Groen (1920-1925), ds. J.P. Meijering (1927-1942), ds. G.A. Zijderveld (1945-1948) | 1965              | In 1965 verliet een meerderheid de CGK. Daarna was de gemeente vijf jaar een Christelijke Gereformeerde Kerk in Hersteld Verband. In 1969 is gevraagd om aansluiting bij de Gereformeerde Gemeenten. Op 11 mei 1970 wordt de gemeente Zwijndrecht, inclusief haar predikant Ds. E. Venema, opgenomen in het kerkverband van de Gereformeerde Gemeenten. Het aantal leden en doopleden bedraagt 1096 (2020) | Christelijke Gereformeerde Kerk in Hersteld Verband (1965-1970) Gereformeerde Gemeenten |